# Franz Wilhelm von Podewils
Franz Wilhelm von Podewils (* 1705; † 1768 in Schivelbein) war pommerscher Regierungsrat.

## Leben

### Herkunft
Franz Wilhelm von Podewils entstammte dem namhaften, in Pommern schlossgesessenen Adelsgeschlecht der von Podewils. Seine Eltern waren der holländische und englische Major, Herr auf Podewils, Rützenhagen (Wohngut), Glötzin und Groß Latzkow, Georg Joachim (* 1643; † 1719) und Anna Maria von Wedel (* 1643; † 1713). Georg Friedrich von Podewils war ein älterer Bruder.

### Werdegang
Seit 1720 war Podewils Erbherr auf Dolgenow und anteilig Klein Reichow, das er am 28. April 1746 für 24 Jahre an die Witwe des Franz Hoyer verkaufte. Am 29. April 1723 war er für die Rechtswissenschaften an der Universität Halle eingeschrieben. 1729 stand er als Fähnrich im Infanterieregiment Nr. 25 (Rutowski). Seinen väterlichen Erbteil am Gut Groß Latzkow verkaufte er am 6. April 1733, erwarb dafür später einen Anteil an Glötzin, den er auch seinen Söhnen zu vererben versuchte. 1737 war Podewils auf der Festung Colberg inhaftiert, weil er gegen seine Schwester Louise Dorothea übergriffig wurde. In den Jahren 1743 und 1748 wurde er in der Stellung eines pommerschen Regierungsrats genannt.

### Nachkommen
Podewils hatte mit der Magd Marie Elisabeth Möller mehrere uneheliche Kinder. Aus der Verbindung gingen zwei Töchter und drei Söhne hervor, die den Stamm jedoch nicht fortsetzten.